# Eleccions regionals de la Vall d'Aosta de 1954
Les eleccions per a renovar el Conseil de la Vallée / Consiglio Regionale de la Vall d'Aosta se celebraren el 16 de novembre de 1954.
Es va elegir mitjançant un sistema electoral majoritari, que preveia l'assignació del 80% dels 35 escons (uns 28) a la llista que haguessin obtingut el major nombre de vot, i el restant 20% (uns 7) a la segona llista, excloent-ne les altres (sistema anomenat panachage o vot disjunt). El representant d'UV fou Maria Celeste Perruchon, vídua d'Émile Chanoux, màrtir de la Resistència.

## Resultats electorals
| ← Eleccions regionals de la Vall d'Aosta, 1954 →                   |        |        |        |
| Partits                                                            | vots   | (%)    | escons |
| Concentració Partits Democràtics (DC - PLI – PSDI - independents)  | 22.663 | 40,66% | 25     |
| Unió Democràtica Autonomista Valdostana (PCI - PSI - independents) | 16.794 | 30,13% | 9      |
| Union Valdôtaine (UV)                                              | 16.278 | 29,21% | 1      |
| Total                                                              | 55.735 | 100,00 | 35     |

Fonts: Ministero dell'Interno, ISTAT, Istituto Cattaneo, Consell Regional de la Vall d'Aosta